# The Perfect Find - Tutto è davvero possibile
The Perfect Find - Tutto è davvero possibile (The Perfect Find) è un film del 2023 diretto da Numa Perrier e tratto dal romanzo omonimo di Tia Williams.

## Trama
Jenna Jones è una donna di quarant'anni che deve decidere se rischiare tutto per vivere una storia d'amore segreta con un ragazzo che potrebbe avere la possibilità di distruggere la sua rivincita.

## Distribuzione
Il film è stato distribuito sulla piattaforma Netflix a partire dal 23 giugno 2023.